# Abel Tam
Abel Kwang Yuan Tam (7 augustus 1992) is een golfer uit Maleisië. 
Tam maakt deel uit van het nationale amateursteam met Kelly Tan en Albright Chong. Hun coach is Australiër Duncan C. Moodie. Tam staat in april 2012 nog net niet in de top-1000 van de World Amateur Golf Ranking.

## Gewonnen
- 2011: Negeri Sembilan Masters Invitational